# Сольський Яків Порфирійович
Сольський Яків Порфирійович (07 лютого 1923, с Кайдачиха, Вінницької області — 06 грудня 2009, Київ) — відомий український та радянський вчений, акушер-гінеколог, організатор охорони здоров’я, доктор медичних наук (1968), професор (1980), Головний акушер-гінеколог МОЗ УРСР (1974-1983), Заслужений діяч науки та техніки України (1997), Академік Української Академії Наук (1995), Почесний професор Вінницького Національного медичного університету ім. М.І.Пирогова (1994), Номінант Золотої книги Української еліти (2001), пожиттєвий державний стипендіат України.

## Життєпис
Народився 7 лютого 1923 року в с. Кайдачиха Вінницького району Вінницької області в багатодітній родині. Після закінчення середньої школи вступив до Київського інституту силікатів, навчання в якому, було перервано по закінченні 1-го курсу Другою Світовою війною. З перших місяців війни Я.П.Сольський - на фронті: спочатку в складі І-го Київського міського партизанського загону спецпризначення «Перемога або смерть», а в подальшому - в складі І-го Українського фронту. Після чергового важкого поранення 30 липня 1944р. знаходився на лікуванні у евакогоспіталі, а в кінці листопада 1944р. був демобілізований як інвалід ВВВ ІІ групи..
Після демобілізації вступив до Вінницького медичного інституту, який успішно закінчив у 1949 році. Під час навчання був першим Сталінським стипендіатом. По закінченню клінічної ординатури працював асистентом кафедри акушерства та гінекології Вінницького медінституту, а з 1960 року суміщав викладацьку діяльність з посадою головного акушера-гінеколога Вінницького облздороввідділу.
У 1962р., після захисту кандидатської дисертації на тему «Новокаїно-пеніцилінова терапія запальних захворювань жіночих статевих органів», був обраний керівником відділу патології вагітних Київського НДІ педіатрії, акушерства та гінекології (нині ДУ ІПАГ ім. акад. О.М. Лук’янової НАМН України)
В 1966 – 68 рр. був заступником директора ІПАГ по науковій роботі.
В 1968 році успішно захистив докторську дисертацію на тему «Материнська смертність від кровотеч та розривів матки в умовах сільської місцевості та заходи по її зниженню».
З 1969 р. по 1974 р. заступник голови Вченої Ради МОЗ УРСР.
З 1974 р. по 1983 р. – головний акушер-гінеколог МОЗ УРСР.
В 1969-2000 рр. керівник відділу гінекології ІПАГ, де в подальшому працював до останнього дня свого життя..

## Наукова та суспільна діяльність
Під час роботи головним акушером-гінекологом України доклав багато зусиль для впровадження сучасних методів контрацепції, приділяв особливу увагу організації ургентної допомоги в акушерських закладах, забезпеченню всіх цих закладів наборами для надання невідкладної допомоги. Велику увагу приділяв  підвищенню кваліфікації акушерів-гінекологів жіночих консультацій та стаціонарів  з приводу основних видів акушерської патології (кровотечі, гестози, гнійно-септичні ускладнення, слабкість родової діяльності, невиношування вагітності та ін.). З цією метою систематично проводились республіканські, обласні, міжобласні та міжрайонні науково-практичні конференції. Увага приділялась не тільки розбору причин  материнської та перинатальної  смертності, але й випадкам розривів матки, еклампсії, масивних акушерських кровотеч, які закінчувались одужанням. У всіх акушерських закладах були створені групи ургентних донорів, були розроблені та суворо контролювались задачі, права та обов’язки районних акушерів-гінекологів.
Завжди чітко охоплюючи і виділяючи головне в професійних викликах Я. П. Сольський  по суті, вперше в системі турботи про жіноче здоров'я, акцентує увагу на векторах ендокринної гінекології в віковому аспекті.
Яків Порфирійович був членом редакційних колегій журналів «Педіатрія, акушерство та гінекологія», «Репродуктивное здоровье женщины», «Проблемы остеологии»,  почесним членом Президії Київського міського відділення Асоціації акушерів-гінекологів України, яку він очолював з 1997 по 2006рр, віце-президентом Всеукраинскої асоціації «Менопауза та репродуктивне здоров’я», членом Президії Київської обласної організації колишніх партизан та підпільників ВВВ 1941-1945 рр. За його безпосередної підтримки багато років функціонував музей партизанського загону "Перемога або смерть" у київській СШ №47.
Автор більш ніж 400 наукових праць, в тому числі, 23 монографій і посібників для лікарів. Підготував 8 докторів та 32 кандидатів медичних наук. Виховав плеяду відомих акушерів-гінекологів: серед його учнів член-кор. НАМН України, професор Татарчук Тетяна Феофанівна, академік НАМН Украіни, професор Камінський В'ячеслав Володимирович, професор Жук Світлана Іванівна, професор Голяновський Олег Володимирович, професор Захаренко Н.Ф., д.мед.наук Косей Н.В. та інші. Я.П. Сольський став родоначальником династії акушерів-гінекологів (син, дочка та старший онук пішли по його стопам та стали акушерами-гінекологами).
Основні напрямки наукової роботи — організація акушерсько-гінекологічної служби, профілактика та лікування термінальних станів, прогнозування, діагностика та лікування гнійно-септичних захворювань, акушерсько-гінекологічна захворюваність на промислових підприємствах, планування сім’ї, гінекологічна ендокринологія.

## Наукові праці
- Акушерська допомога на селі / Я. П. Сольський. - Київ : Здоров’я, 1971. - 187 с.
- Воспалительные заболевания женских половых органов / Я. П. Сольський, Л. И. Иванюта. - Киев : Здоров’я, 1975. - 216 с.
- Гинекологическая эндокринология / Я. П. Сольский [и др.]. - Киев : Здоров’я, 1976. - 240 с.
- Практическое акушерство / под редакцией Я.П. Сольского Киев : Здоров’я, 1977. - 663 с.
- Профилактика терминальных состояний у беременных и рожениц / Я.П. Сольский, П.Г. Жученко, Гутман Л.Дю и др. - Киев: Здоров’я, 1977. - 168 с.
- Послеродовой и послеабортный сепсис / Я. П. Сольский, П. Г. Жученко, Л. И. Иванюта. - Киев : Здоров’я, 1979. - 184 с.
- Организация акушерско-гинекологической помощи / Я. П. Сольский, Г. К. Степанковская. - Киев : Здоров’я, 1980. - 144 с.
- Септический шок в акушерско-гинекологической практике / Я. П. Сольский, Г. Б. Ивченко, Г. Ю. Богданова. - Киев : Здоров’я, 1982. - 256 с.
- Инфекционно-токсический шок в акушерско-гинекологической практике / Я. П. Сольский, В. Н. Ивченко, Г. Ю. Богданова. - 2-е изд., перераб. и доп. - Киев : Здоров’я, 1990. - 272 с.
- Эндокринная гинекология / Т.Ф. Татарчук, Я.П. Сольский и др. Киев: Заповіт, 2003. - 300 с.
- Развитие охраны материнства и родовспоможения в Украине» / Я.П. Сольский, Н.Г. Гойда, Т.Ф. Татарчук, Киев: Заповіт,  2008. - 400 с.
- У 2002р. була опублікована автобіографічна повість «Круті дороги до храму».

## Родина
Дружина: Сольська Галина Григорівна (1926-2009) - лікар-рентгенолог, організатор охорони здоров’я. З 1965р. заст. Головного лікаря, а з 1969 по 1986 рр. – головний лікар Поліклініки №2 4-го Головного Управління МОЗ УРСР. Після чого очолювала Медичну амбулаторію при Кабінеті Міністрів УРСР (1986-1989)
Син: Сольський Сергій Якович (1952 р.н.) - лікар акушер-гінеколог, доцент кафедри акушерства та гінекології №2 Національного медичного університету ім. О.О. Богомольця. В 1995 році одним з перших в Україні почав займатися хірургічною лапароскопією в гінекології, автор більше ніж 150 наукових праць, опублікованих як в Україні так і за її межами, нагороджений Почесною Грамотою Кабінету міністрів України (2002), Почесною грамотою МОЗ України (2002), Подякою Київського міського Голови (2022).
Дочка: Кононенко Ірина Яківна (1959 р.н.) - лікар акушер-гінеколог, репродуктолог. Стояла біля витоків розвитку допоміжних репродуктивних технологій в України, багато років працює в Інституті репродуктивної медицини.
Онук – Сольський Віталій Сергійович (1977 р.н.) – лікар акушер-гінеколог, к.мед.наук, старший науковий співробітник відділення ендокринної гінекології ДУ ІПАГ НАМН України. Окрім цього, багато років активно займається клінічними дослідженнями в галузі гінекології.

## Нагороди
5 орденів та 19 медалей: Ордена Великої Вітчизняної війни І и ІІ ступеню, «За мужність» ІІІ ступеню, «За заслуги» ІІІ ступеню, медалі «За бойові заслуги». «За оборону Києва», «За перемогу на Німеччиною у ВВВ 1941-1945рр.», “Партизан України” та інші.